# Nephrotoma boliviana
Nephrotoma boliviana är en tvåvingeart som beskrevs av Alexander 1947. Nephrotoma boliviana ingår i släktet Nephrotoma och familjen storharkrankar.
Artens utbredningsområde är Bolivia. Inga underarter finns listade i Catalogue of Life.